# Nichi Vendola
Nichi Vendola, italijanski politik, * 28. avgust 1958, Bari.  Levičarski politik in LGBT aktivist in predsednik dežele Apulije 2005-2015. Je eden prvih odkritih italijanskih LGBT politikov in prvi tovstni vodja deželne vlade v Italiji.